# AH Cephei
AH Cephei (AH Cep / HD 216014 / HIP 112562 / SAO 20247) és un estel variable de magnitud aparent mitjana +6,88.
Es troba a 2240 anys llum del Sistema Solar —si ben l'error en la distància supera el 10 %— en direcció a la constel·lació de Cefeu.
AH Cephei és una binària eclipsant formada per dos estels calents i massives, ambdues de tipus espectral B0.5Vn. Molt semblants, però no idèntiques, la component principal té una temperatura efectiva de 29.900 K i és 28.900 vegades més lluminosa que el Sol. Té una massa de 15,3 masses solars i un radi 6,3 vegades més gran que el del Sol. L'estel acompanyant té una temperatura de 28.600 K i és lleugerament menys lluminosa, però 20,500 vegades més que el Sol. La seva massa és de 13,4 masses solars i la seva ràdio és 5,8 vegades més gran que el radi solar. Ambdues giren ràpidament sobre si mateixes amb una velocitat de rotació projectada de 185 km/s. L'edat del sistema s'estima en 5 milions d'anys.
El període orbital del sistema és de 1,7747 dies. En l'eclipsi principal, la lluentor de l'estel disminueix 0,29 magnituds i en l'eclipsi secundari el descens de lluentor és de 0,25 magnituds. El semieix major de l'òrbita és de 0,09 ua, sent aquesta circular. No existeix intercanvi de matèria entre components, per la qual cosa no és una binària de contacte.